# Puegoulen
Puegoulen (en francès Piolenc) és un municipi francès situat al departament de la Valclusa i a la regió de Provença – Alps – Costa Blava.

## Demografia
| Evolució de la població Cassini i INSEE |       |       |       |       |       |       |       |       |
| 1793                                    | 1800  | 1806  | 1821  | 1831  | 1836  | 1841  | 1846  | 1851  |
| 1 575                                   | 1 632 | 1 688 | 1 831 | 2 033 | 1 900 | 1 911 | 1 954 | 1 997 |

| 1856  | 1861  | 1866  | 1872  | 1876  | 1881  | 1886  | 1891  | 1896  |
| ----- | ----- | ----- | ----- | ----- | ----- | ----- | ----- | ----- |
| 2 123 | 2 188 | 2 017 | 1 961 | 1 975 | 1 904 | 1 820 | 1 785 | 1 687 |

| 1901  | 1906  | 1911  | 1921  | 1926  | 1931  | 1936  | 1946  | 1954  |
| ----- | ----- | ----- | ----- | ----- | ----- | ----- | ----- | ----- |
| 1 596 | 1 562 | 1 586 | 1 452 | 1 441 | 1 542 | 1 480 | 1 447 | 1 701 |

| 1962 | 1968 | 1975 | 1982 | 1990 | 1999 | 2006 | 2011 | 2016 |
| ---- | ---- | ---- | ---- | ---- | ---- | ---- | ---- | ---- |
| 1868 | 2184 | 2594 | 3259 | 3830 | 4296 | -    | -    | -    |

| 2019 | - | - | - | - | - | - | - | - |
| ---- | - | - | - | - | - | - | - | - |
| -    | - | - | - | - | - | - | - | - |

## Administració
| Període   | Identitat       | Partit           |
| --------- | --------------- | ---------------- |
| 1947-1965 | Sidoine Clément |                  |
| 1965-1974 | Michel Barthou  |                  |
| 1974-1983 | Claude Parjadis |                  |
| 1983-1995 | Albert Barthou  | RPR              |
| 1995-     | Louis Driey     | RPR, després UMP |

## Agermanaments
- Kirchheim am Neckar

## Personatges il·lustres
- Jean-Louis Trintignant